# Étienne Eugène Azam
Étienne Eugène Azam (28 de mayo de 1822 - 16 de diciembre de 1899), nombre completo Charles-Marie-Étienne-Eugène Azam, fue un cirujano francés de Burdeos que es recordado principalmente por su trabajo en psicología, particularmente por un caso que involucra a una paciente a la que llamó "Félida X", quien mostraba varias personalidades o identidades, o lo que Azam denominó doublement de la vie.
Azam estudió el perfil psicológico de Félida y publicó tres informes. Describió a Félida como una paciente histérica que tenía un estado serio y triste (el normal), junto con un estado alegre y generoso (estado alterno). Analizó estos dos estados como dos personalidades distintas y separadas.
El caso de Félida X es una de las primeras descripciones documentadas de lo que más tarde se llamaría trastorno de personalidad múltiple. En su momento despertó interés en la comunidad médica y generó varias preguntas desconcertantes respecto del autoconcepto, así como de la definición del self personal. Además, desde un contexto cuasirreligioso, el concepto de personalidades múltiples era contrario al sistema de creencias paranormales del espiritismo, que tuvo muchos seguidores en el siglo XIX.
En 1872, Azam organiza en Burdeos, con su amigo Paul Broca, el primer Congreso de la Sociedad Francesa para el Avance de las Ciencias.

## Publicaciones
- Hipnotisme, double conscience et altérations de la personnalité de Jean-Martin Charcot, 1887